# Sân bay quốc tế Long Thành
Sân bay quốc tế Long Thành (tên chính thức: Cảng hàng không quốc tế Long Thành), là một sân bay quốc tế đang trong quá trình xây dựng tại huyện Long Thành, tỉnh Đồng Nai, cách Thành phố Hồ Chí Minh khoảng 40 km về hướng Đông. Với công suất lên đến 100 triệu hành khách/năm khi hoàn thành tất cả 3 giai đoạn, đây sẽ là sân bay lớn nhất Việt Nam trong tương lai.
Ngày 11 tháng 11 năm 2020, Thủ tướng Chính phủ Việt Nam đã ký Quyết định số 1777/QĐ–TTg phê duyệt Dự án đầu tư xây dựng Sân bay quốc tế Long Thành giai đoạn 1 (một nhà ga công suất 25 triệu khách/năm, một đường cất hạ cánh 4000 m x 75 m, một đài kiểm soát không lưu cao khoảng 123 m, và các công trình liên quan khác), dự kiến triển khai công tác thiết kế và hoàn thành xây dựng trong giai đoạn 2020–2025.
Ngày 5 tháng 1 năm 2021, dự án sân bay Long Thành chính thức khởi công xây dựng giai đoạn 1 với sự tham dự của Thủ tướng Chính phủ, Bộ GTVT và các ban ngành liên quan. Giai đoạn 1 của dự án này được dự kiến sẽ khánh thành năm 2026.

## Lịch sử hình thành và phát triển

### Bối cảnh
Sân bay quốc tế Tân Sơn Nhất hiện là sân bay quốc tế duy nhất phục vụ Vùng đô thị TP. Hồ Chí Minh theo quy hoạch, là vùng kinh tế năng động nhất cả nước với dân số vùng đô thị này dự kiến đạt 20–22 triệu người vào năm 2020, tỷ lệ dân thành thị dự kiến khoảng 77% tổng dân số. Sân bay Tân Sơn Nhất vốn được xây dựng trong chiến tranh Việt Nam nhằm mục đích phục vụ cho các hoạt động dân sự và quân sự. Vị trí sân bay Tân Sơn Nhất nằm trong khu vực nội đô vốn đông đúc và chật chội, do đó khả năng mở rộng và đảm bảo an toàn bay là rất hạn chế và khó khăn, chưa kể tiếng ồn của các chuyến bay nơi đây sẽ khiến cuộc sống của người dân quanh đó bị ảnh hưởng.
Trong khi đó số lượng khách quốc tế đến Việt Nam lại tăng nhanh qua từng năm, mức tăng trưởng lượng khách vào khoảng 15–20% trung bình mỗi năm và thị trường hàng không quốc nội đầy tiềm năng (dân số Việt Nam vào năm 2010 là hơn 89 triệu dân theo báo cáo của CIA nhưng chưa đến 20% người dân đi lại bằng đường hàng không). Ngoài ra, chính phủ Việt Nam nhận thấy rằng, cần phải có một sân bay với quy mô lớn nhằm cạnh tranh kinh tế với các cảng hàng không trung chuyển lớn khác trong khu vực Đông Nam Á nói riêng và Châu Á nói chung. Vì thế, ý tưởng về 1 sân bay mới được ra đời nhằm thúc đẩy kinh tế vùng Nam Bộ và cả nước. Công suất tối đa của sân bay Tân Sơn Nhất khoảng 25 triệu lượt khách mỗi năm. Nhưng kể từ năm 2010, trong những đợt cao điểm như Tết Nguyên đán hay nghỉ lễ, số lượt chuyến mỗi ngày đã vượt quá khả năng tiếp nhận 400 lượt chuyến mỗi ngày. Năm 2015, sân bay này đã phục vụ 26,5 triệu lượt khách/năm, dự báo năm 2016 sẽ đạt mức 30 triệu hành khách/năm. Tốc độ tăng trưởng lượng khách trên 18%–20% mỗi năm.

### Tiến trình phê duyệt dự án
Sân bay Long Thành được nghiên cứu đầu tư, xây dựng từ những năm 1980, với mục tiêu thay thế sân bay Tân Sơn Nhất nằm trong nội đô và trở thành một trung tâm trung chuyển hàng không quốc tế.
Năm 1997, sân bay Long Thành chính thức xuất hiện trong văn bản pháp lý theo quyết định số 911/QĐ–TTg của Thủ tướng Phan Văn Khải về quy hoạch phát triển hệ thống sân bay toàn quốc. Theo quyết định này, từ nay đến năm 2000 kiện toàn 3 cụm sân bay Miền Bắc, Miền Trung, Miền Nam cụ thể: "Đầu tư xây dựng phát triển hiện đại các sân bay quốc tế Nội Bài, Tân Sơn Nhất và Đà Nẵng; lập dự án đầu tư phát triển các sân bay Chu Lai, Long Thành, Cát Bi là sân bay nội địa đồng thời dự bị sân bay quốc tế".
Năm 2005, Thủ tướng Nguyễn Tấn Dũng ký ban hành quyết định số 703/QĐ–TTg phê duyệt quy hoạch vị trí, quy mô, phân khu chức năng cảng hàng không quốc tế Long Thành.
Năm 2011, Thủ tướng Nguyễn Tấn Dũng ký ban hành quyết định số 703/QĐ–TTg phê duyệt quy hoạch Cảng hàng không quốc tế Long Thành với mục tiêu xây dựng một sân bay quốc tế cấp 4F, có chức năng trung chuyển trong khu vực Đông Nam Á, có khả năng cạnh tranh với các cảng hàng không lớn trên thế giới, tiếp nhận được các máy bay A380–800 hoặc tương đương, công suất 100 triệu hành khách/năm và 5 triệu tấn hàng hóa/năm.
Năm 2015, dự án được đưa ra để Quốc hội Việt Nam khóa XV xem xét, cho ý kiến. Tại kỳ họp thứ 9, ngày 25 tháng 6 năm 2015, Quốc hội thông qua chủ trương xây dựng Cảng Hàng không Quốc tế Long Thành bằng nghị quyết số 94/2015/QH13 với số phiếu biểu quyết thông qua là 428/461. Quốc hội yêu cầu Chính phủ thực hiện dự án theo 3 giai đoạn như sau:
Giai đoạn 1: Đầu tư xây dựng 01 đường cất hạ cánh và 01 nhà ga hành khách cùng các hạng mục phụ trợ đồng bộ với công suất 25 triệu hành khách/năm, 1,2 triệu tấn hàng hóa/năm; chậm nhất năm 2025 hoàn thành và đưa vào khai thác;
Giai đoạn 2: Tiếp tục đầu tư xây dựng thêm 01 đường cất hạ cánh cấu hình mở và 01 nhà ga hành khách để đạt công suất 50 triệu hành khách/năm, 1,5 triệu tấn hàng hóa/năm;
Giai đoạn 3: Hoàn thành các hạng mục của Dự án để đạt công suất 100 triệu hành khách/năm và 05 triệu tấn hàng hóa/năm.
Ngày 11 tháng 11 năm 2020, Phó thủ tướng Trịnh Đình Dũng ký ban hành quyết định số 1777/QĐ–TTg phê duyệt dự án đầu tư xây dựng Cảng hàng không quốc tế Long Thành giai đoạn 1. Tổng mức đầu tư cho dự án là 109.111,742 tỷ đồng, tương đương 4.664,89 triệu USD (tỷ giá 1 USD = 23.390VND công bố tại Vietcombank ngày 25 tháng 5 năm 2020).
Ngày 6 tháng 3 năm 2024, chủ đầu tư dự án là Tổng công ty Cảng hàng không Việt Nam (ACV) cho biết bên cạnh đẩy nhanh thi công đường băng số 1, ACV đang nghiên cứu để đầu tư xây dựng đường băng số 2 trong giai đoạn 2025–2030. Nguồn vốn đến từ số tiền tiết kiệm được khi thực hiện giai đoạn 1 của dự án (khoảng 4000 tỷ).

### Quá trình xây dựng
Ngày 20 tháng 10 năm 2020, Ủy ban Nhân dân tỉnh Đồng Nai bàn giao 1800 ha đất của giai đoạn 1 và 800 ha đất của giai đoạn 2 dự án cho Cảng vụ Hàng không miền Nam.

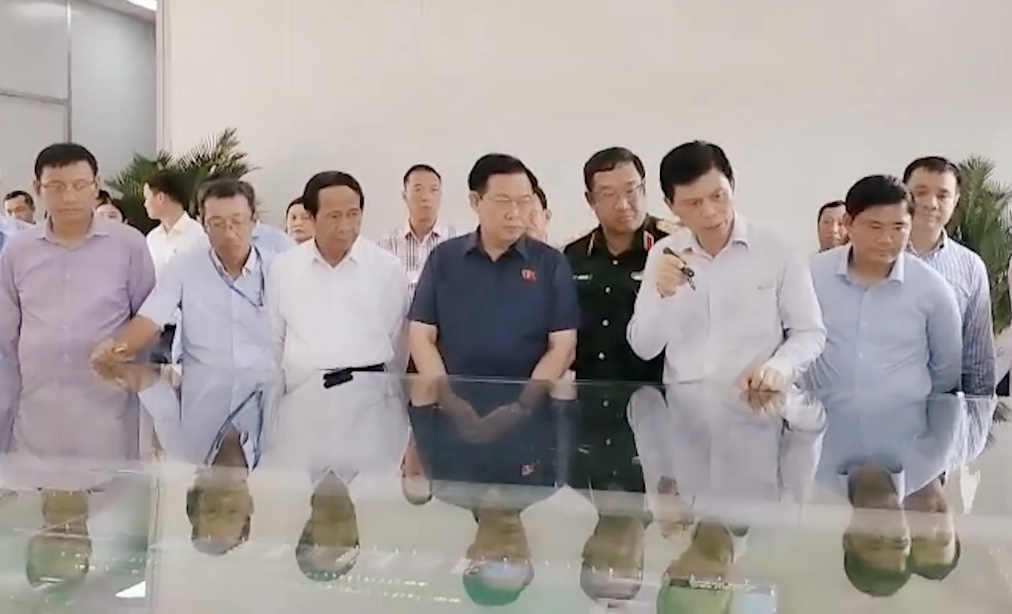
Chủ tịch Quốc hội Vương Đình Huệ và Phó thủ tướng Lê Văn Thành đến kiểm tra tiến độ sân bay Long Thành, năm 2022

Ngày 5 tháng 1 năm 2021, dự án sân bay Long Thành chính thức được khởi công với các hoạt động đầu tiên là xây dựng hàng rào sân bay, rà phá bom mìn, san lấp đất nền, xây dựng hệ thống thoát nước. Tuy nhiên, trong quá trình triển khai các hạng mục này, một lượng lớn bụi từ sân bay đã bay về phía các khu dân cư, gây ô nhiễm không khí nghiêm trọng. Một số nơi, bụi phát tán xa hơn 10 km. Bộ Tài Nguyên và Môi Trường đã vào cuộc và phạt chủ đầu tư của dự án là Tổng công ty Cảng hàng không Việt Nam (ACV) số tiền 270 triệu đồng, yêu cầu ACV có các biện pháp ngăn chặn ô nhiễm bụi. Nhà thầu sau đó đã tiến hành đào 10 hồ chứa nước với dung tích 1200m3/hồ để trữ nước và cung cấp cho các xe tưới nhằm giảm thiểu phát tán bụi vào không khí.
Ngày 29 tháng 9 năm 2022, đài kiểm soát không lưu sân bay Long Thành và các công trình quản lý bay sẽ được khởi công với tổng mức đầu tư gần 3.500 tỷ đồng. Đài được thiết kế hình búp sen có màu sắc và kiến trúc hài hòa với nhà ga hành khách. Tháp điều hành cao 123 m gắn radar trên đỉnh, diện tích xây dựng khoảng 80 m2, đường kính thân tháp 10 m. Các thiết bị được thiết kế theo công nghệ tự động hóa và có định hướng mở để đầu tư công nghệ trong tương lai. Dự án này do Tổng công ty Quản lý bay Việt Nam (VATM) làm chủ đầu tư. Nguồn vốn của dự án đến từ chính vốn của VATM và vốn vay ngân hàng thương mại, không sử dụng vốn ngân sách nhà nước.
Tháng 9 năm 2022, Tổng công ty Cảng hàng không Việt Nam (ACV) mời thầu dự án xây dựng nhà ga T1, sân bay Long Thành. Tuy nhiên, chỉ duy nhất 1 liên danh tham gia đấu thầu là Conteccons – Vinaconex – Centra – Phục Hưng Holdings – REE – Hòa Bình – HAWEE, không đạt yêu cầu và phải hủy thầu. Dự án sau đó phải đưa ra mời thầu lần 2.
Tháng 6 năm 2023, có 3 liên danh tham gia đấu thầu dự án xây dựng nhà ga T1 sân bay Long Thành, lần lượt là Hoa Lư, Vietur và CHEC–BCEG–Vietnam Contractors. Liên danh Hoa Lư gồm các đơn vị: Coteccons (Việt Nam, đứng đầu liên danh), Unicons, Thành An, Delta, Central, An Phong, Hòa Bình và PEPC (Thái Lan). Liên danh CHEC–BCEG–Vietnam Contractors gồm các đơn vị: Beijing Construction Engineering (Trung Quốc – đứng đầu liên danh), Thuận Việt, Xuân Mai, CDC, TCT 789, Nhà thép PEB, Nhà Hà Nội số 52 và Samcons. Kết quả sau cùng, liên danh Vietur gồm các đơn vị IC ISTAS (Thổ Nhĩ Kỳ – đứng đầu liên danh), Ricons, Newtecons, SOL E&C, TCT Xây dựng số 1, ATAD, TCT XNK và Xây dựng, Phục Hưng Holdings, HAWEE và TCT Xây dựng Hà Nội là đơn vị trúng thầu. Sau đó, liên danh Hoa Lư tiến hành khiếu nại kết quả đấu thầu nhưng ACV không thay đổi kết quả.
Ngày 25 tháng 8 năm 2023, tỉnh Đồng Nai bàn giao toàn bộ 2532 ha đất dự án giai đoạn 1 cho chủ đầu tư.
Ngày 31 tháng 8 năm 2023, nhà ga hành khách T1, đường cất hạ cánh số 1 cùng sân đỗ máy bay được khởi công xây dựng. Thời gian thi công nhà ga hành khách là 39 tháng, dự kiến đưa vào hoạt động và khai thác từ năm 2026. Đường cất hạ cánh số 1 dự kiến sẽ hoàn thành vào ngày 30 tháng 4 năm 2025, rút ngắn 3 tháng so với kế hoạch ban đầu.

## Tổng quan

### Vị trí địa lý
Theo Quy hoạch tổng thể, vị trí sân bay quốc tế Long Thành nằm tại Bình Sơn, Long Thành, Đồng Nai, cách Thành phố Hồ Chí Minh 40 km về hướng Đông, cách Sân bay Tân Sơn Nhất 43 km, cách thành phố Biên Hoà 30 km về hướng Đông Nam, cách thành phố Vũng Tàu 70 km về hướng Bắc, cạnh Đường cao tốc Thành phố Hồ Chí Minh – Long Thành – Dầu Giây và gần Long Thành (thị trấn thuộc huyện Long Thành tỉnh Đồng Nai).
Để lấy đất thực hiện dự án, xã Suối Trầu đã bị giải thể, đồng thời tiến hành điều chỉnh, sáp nhập, thành lập ấp thuộc các xã: Bình Sơn, Cẩm Đường, Long An, Long Phước, Bàu Cạn thuộc huyện Long Thành để thực hiện dự án. Chính phủ Việt Nam cũng xây dựng khu tái định cư Lộc An – Bình Sơn cho các hộ dân có đất ở nằm trong đất dự án sân bay Long Thành.

### Các thông số kỹ thuật
Theo quyết định số 1777/QĐ–TTg ngày 11 tháng 11 năm 2020 của Thủ tướng Chính phủ về đầu tư xây dựng cảng hàng không quốc tế Long Thành giai đoạn 1, hạ tầng và quy mô xây dựng như sau:
- Hạ tầng khu bay: Xây dựng đường cất hạ cánh có chiều dài 4.000 m, chiều rộng 75 m (Bm= 45 m, blề= 2x15 m) và hệ thống đường lăn, sân đỗ đảm bảo cho các loại tàu bay hoạt động đáp ứng công suất 25 triệu hành khách/năm và 1,2 triệu tấn hàng hóa/ năm.
- Nhà ga hành khách: Xây dựng nhà ga hành khách có công suất thiết kế 25 triệu khách/năm, tổng diện tích sàn 373.000 m2.
- Các công trình phục vụ quản lý bay: Xây dựng Đài kiểm soát không lưu cao khoảng 123 m và các hạng mục phụ trợ.
- Các công trình phụ trợ: Xây dựng nhà để xe; các nhà ga hàng hóa có tổng công suất 1,2 triệu tấn hàng hóa/năm; khu cung cấp suất ăn hàng không; các cơ sở bảo trì trang thiết bị, vệ sinh tàu bay, trạm cung cấp nhiên liệu, thoát và xử lý nước thải,...
- Các công trình của các cơ quan quản lý nhà nước, đơn vị hoạt động trong Cảng: Hải quan; Công an cửa khẩu; Công an địa phương; kiểm dịch y tế (động vật/thực vật); cảng vụ hàng không; đơn vị quản lý khai thác cảng; đơn vị điều hành bay; các hãng hàng không; các đơn vị cung ứng dịch vụ hàng không...
- Giao thông kết nối trực tiếp với Cảng: Tuyến số 1 nối Cảng với Quốc lộ 51, quy mô 06 làn xe, tuyến số 2 nối Cảng với đường cao tốc Thành phố Hồ Chí Minh – Long Thành, quy mô 04 làn xe và các nút giao.

Tổng mức đầu tư Dự án là hơn 336 triệu tỷ đồng, tương đương hơn 14 tỷ đô la Mỹ (USD).
Trong tương lai, dự án sẽ hoàn thành xây dựng 4 đường cất hạ cánh và 4 nhà ga và các công trình phụ trợ, với công suất 100 triệu hành khách/năm.

## Kế hoạch khai thác

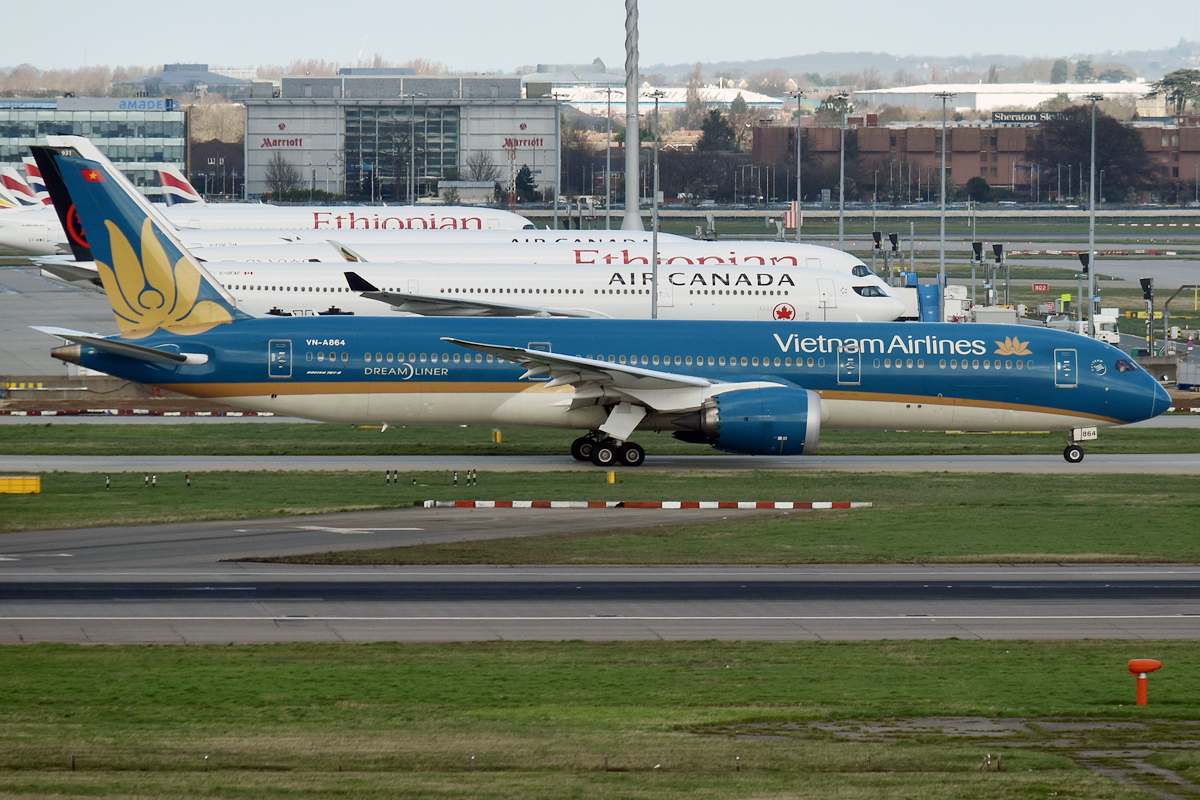
Vietnam Airlines có thể sẽ trở thành một trong những hãng hàng không đầu tiên khai thác sân bay mới này, cùng với các hãng hàng không quốc tế trên thế giới

Nhận thấy Việt Nam cần phải có một sân bay quy mô lớn nhằm cạnh tranh với các sân bay lớn khác trên quốc tế và khu vực Thành phố Hồ Chí Minh – Đồng Nai có 1 vị trí quá thuận lợi, chính phủ Việt Nam đã định hướng sân bay Long Thành sẽ là một Cảng trung chuyển hàng không và là thủ phủ hàng không của cả nước cũng như trên quốc tế nhằm mục đích thu hút khách quá cảnh và các chuyến bay trung chuyển tại đây để thu lợi về kinh tế, ngoài ra tại đây sẽ là khu trung tâm dịch vụ hàng không trên quốc tế với nhiều dịch vụ như cung ứng xăng dầu, bảo trì, nâng cấp, sửa chữa máy bay... cho các hãng hàng không trong nước và quốc tế. Do đó khả năng đóng góp phát triển kinh tế của sân bay Long Thành là rất lớn, theo nghiên cứu của hãng tư vấn Hansen Partnership của Úc thì sân bay Long Thành sẽ đóng góp được 3 – 5% GDP cả nước.
Khi đi vào hoạt động, sân bay Long Thành sẽ đảm nhiệm 80% tổng lượng khách quốc tế tính luôn cả khách quá cảnh trên các chuyến bay quốc tế và 20% khách quốc nội, trong khi đó sân bay Tân Sơn Nhất sẽ chủ yếu phục vụ các chuyến bay quốc nội với việc đảm nhận 80% khách quốc nội và 20% khách quốc tế nhưng không đảm nhận các chuyến bay trung chuyển cũng như khách quá cảnh trên các chuyến bay quốc tế.

## Kết nối giao thông

### Giao thông đường bộ

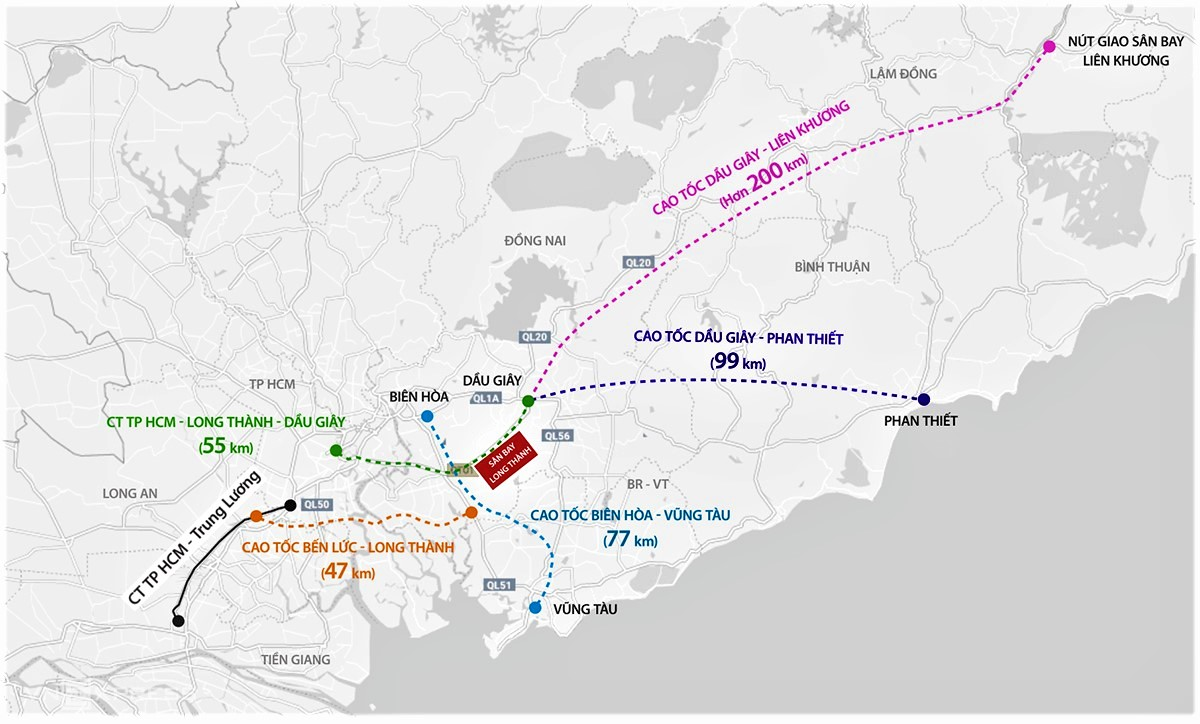
Mạng lưới các đường cao tốc trong khu vực quanh vùng sân bay Long Thành

Để kết nối Cảng hàng không quốc tế Long Thành với đường cao tốc Thành phố Hồ Chí Minh – Long Thành – Dầu Giây và Quốc lộ 51, Việt Nam đã xây dựng thêm 2 tuyến đường.
Đường T1 dài 3,8 km, điểm đầu từ cổng phía tây sân bay Long Thành kết nối cao tốc Biên Hòa – Vũng Tàu, quốc lộ 51 và điểm cuối khớp nối tỉnh lộ 25C. Tuyến rộng 85–120 m, 8 làn xe chính và 6 làn đô thị song hành.
Đường T2 dài 3,5 km, 4 làn xe theo hai nhánh chạy độc lập, song hành cao tốc Biên Hòa – Vũng Tàu. Đây là tuyến kết nối đường T1 với cao tốc Thành phố Hồ Chí Minh – Long Thành – Dầu Giây.

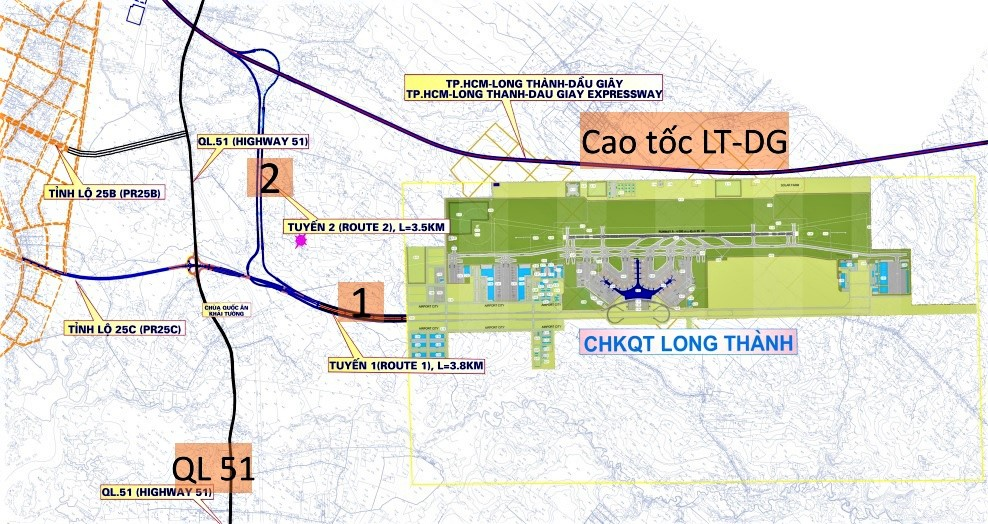
Giao thông ở khu vực sân bay

Ngoài ra, để tăng khả năng kết nối cho sân bay, ngoài  Đường cao tốc Thành phố Hồ Chí Minh – Long Thành – Dầu Giây hiện hữu, Chính phủ Việt Nam cũng cho xây dựng thêm 4 tuyến cao tốc gồm:  Đường cao tốc Bến Lức – Long Thành,  Đường cao tốc Biên Hòa – Vũng Tàu,  Đường cao tốc Phan Thiết – Dầu Giây và  Đường cao tốc Dầu Giây – Liên Khương.

### Giao thông đường sắt
Hiện nay, chính phủ Việt Nam quy hoạch 2 tuyến đường sắt kết nối với sân bay Long Thành, gồm tuyến đường sắt tốc độ cao Bắc – Nam và tuyến đường sắt Thủ Thiêm – Long Thành.
Tuyến đường sắt tốc độ cao Bắc – Nam sẽ đi ngầm ở khoảng giữa dọc theo đường trục chính của sân bay Long Thành, bố trí 1 ga hành khách (ga Long Thành) nằm trong khoảng giữa cụm nhà ga T1 và T2.
Tuyến đường sắt Thủ Thiêm – Long Thành sẽ đi ngầm ở khoảng giữa dọc theo đường trục chính của sân bay Long Thành, bố trí ga S19 nằm trong khoảng giữa cụm nhà ga T1 và T2, ga S20 trong khoảng giữa cụm nhà ga T3 và T4.

## Kinh phí
Vốn đầu tư cho dự án được huy động từ nhiều nguồn: Quỹ đầu tư phát triển của Chính phủ, trái phiếu Chính phủ, cổ phần và đầu tư nước ngoài. Giai đoạn từ năm 2011 đến 2014 triển khai báo cáo đầu tư và thu xếp vốn cho dự án. Chi phí xây dựng sân bay theo dự kiến cho đến năm 2050 với 3 giai đoạn là 19 tỷ USD, theo đánh giá là "đắt một cách đáng kinh ngạc".

### So sánh phí tổn
Theo TS Nguyễn Lâm Thành (ĐB Quốc hội tỉnh Lạng Sơn), sân bay Đại Hưng  (Trung Quốc) có diện tích 4.700ha, tương đương với Long Thành nhưng thiết kế đến 7 đường băng, công suất 100 triệu hành khách/năm và 4 triệu tấn hàng hóa có vốn đầu tư chỉ 11,5 tỉ USD, sân bay Istanbul (Thổ Nhĩ Kỳ), 4 đường băng, công suất 90 triệu lượt hành khách/năm, vốn đầu tư chỉ 12 tỉ USD, cả hai cùng được vận hành năm 2019, ít tốn kém hơn nhiều so với sân bay Long Thành 4 đường băng, công suất 100 triệu lượt hành khách/năm, 5 triệu tấn hàng hóa nhưng vốn đầu tư lên đến 16 tỉ USD.
Tuy nhiên, phân tích mới đây của Bộ GTVT lại cho thấy điều ngược lại. Cụ thể, Bộ GTVT đã so sánh suất đầu tư sân bay Long Thành với các sân bay trên thế giới như:
- Dự án sân bay quốc tế Frankfurt (FRA, Đức) giai đoạn 3: khởi công 4–2019, công suất 21 triệu khách/năm có tổng mức đầu tư khoảng 4,5 tỉ USD. Quy đổi tổng mức đầu tư cho công suất 25 triệu khách/năm là khoảng 5,3 tỉ USD.
- Dự án sân bay quốc tế Incheon (ICN, Hàn Quốc) giai đoạn 3: khai thác từ tháng 1–2018, công suất 18 triệu khách/ năm có tổng mức đầu tư khoảng 4,3 tỉ USD, mức đầu tư cho công suất 25 triệu khách/năm là khoảng 5,9 tỉ USD.

Như vậy, tổng mức đầu tư dự án sân bay Long Thành giai đoạn 1 công suất 25 triệu khách/năm là 4,692 tỉ USD, nhỏ hơn tổng mức đầu tư FRA giai đoạn 3 và ICN giai đoạn 3. Tuy nhiên, Bộ Giao thông vận tải cũng nhận định việc so sánh tổng mức đầu tư giữa các dự án đầu tư sân bay trên thế giới chỉ mang tính chất tham khảo vì thời điểm xây dựng, mức độ áp dụng công nghệ, quy trình vận hành, khai thác tại mỗi dự án khác nhau; các chính sách về thuế, về nhập khẩu trang thiết bị, các điều kiện thị trường liên quan đến lãi suất, chi phí nhân công, máy móc, nguyên vật liệu tại địa phương đều có ảnh hưởng tới chi phí đầu tư xây dựng,...

## Thiết kế
Sáng 28/11, 9 phương án kiến trúc nhà ga hành khách Cảng hàng không quốc tế Long Thành được trưng bày bằng mô hình tại Trung tâm triển lãm nghệ thuật Việt Nam, số 2 Hoa Lư, Hà Nội để lấy ý kiến người dân. Bản vẽ phối cảnh cùng các thông tin chi tiết được Bộ GTVT, Tổng công ty Cảng hàng không Việt Nam (ACV) thiết kế triển lãm. Đây là các phương án kiến trúc được lựa chọn trong tổng số 16 đơn vị tham gia sơ loại thi tuyển quốc tế. Thực hiện chỉ đạo của Thủ tướng và Bộ GTVT, ACV tổ chức triển khai kế hoạch lấy ý kiến rộng rãi người dân, các tổ chức, chuyên gia về phương án kiến trúc nhà ga hành khách Cảng hàng không quốc tế Long Thành. Sau đó đơn vị chức năng sẽ lựa chọn phương án kiến trúc đạt hiệu quả cao nhất, đưa vào báo cáo nghiên cứu khả thi để xây dựng công trình.
Sau hai tuần triển lãm cùng với những đánh giá của người dân và các chuyên gia, ACV đã quyết định lựa chọn thiết kế LT–03, với hình ảnh bông sen cách điệu được tác giả đưa vào, sử dụng xuyên suốt trong quá trình thiết kế, mái, phối cảnh mặt chính nhà ga, nội thất khu vực quầy làm thủ tục. Bên cạnh đó khu vực nhà để xe ngoài trời, trên mái sử dụng làm công viên cây xanh kết hợp với hồ nước lớn tại vị trí trung tâm cũng lấy ý tưởng hoa sen, làm điểm nhấn cho khu vực này. Phương án bố trí mái sảnh chính với độ vươn lớn. Ngoài ra việc bố trí mái nhỏ tại khu vực cầu cạn tương đối hài hòa (giống như những lớp xếp của bông hoa sen), mang lại cho du khách quốc tế một cảm nhận ban đầu, ấn tượng, lưu giữ về hình ảnh của quốc hoa Việt Nam.
Công ty Heerim Architects & Planners (Hàn Quốc) là đơn vị thiết kế. Công ty này cũng thiết kế nhiều nhà ga lớn như: nhà ga hành khách T2 sân bay Incheon (Hàn Quốc); sân vận động Olympic (Baku); Tòa tháp Kangnam – Trung tâm nghiên cứu & phát triển ở Gangnam, Hàn Quốc.

## Vị trí trong khu vực
Vị trí trong khu vực châu Á: Việt Nam được đánh giá có vị trí địa – kinh tế và địa – chính trị quan trọng trong khu vực. Vùng Đông Nam Bộ có vị trí là trung tâm của ASEAN, hoàn toàn có thể trở thành trung tâm trung chuyển hành khách và hàng hoá trong khu vực. Minh chứng mới nhất: Chính phủ Việt Nam đã khởi công Cảng trung chuyển Vân Phong với tổng mức đầu tư lên đến 7 tỷ USD trong tháng 10/2009. Trong vòng 20 năm qua, nền kinh tế Việt Nam đã tăng trưởng nhanh. Ngoài ra, lượng khách du lịch đến Việt Nam cũng tăng nhanh chóng. Khu vực Đông Nam Bộ chiếm 2/3 kim ngạch xuất khẩu của cả nước và có tốc độ tăng trưởng kinh tế nhanh, lượng vốn đầu tư nước ngoài chiếm tỷ lệ lớn.
Ngoài ra, một số dự án du lịch lớn tại tỉnh Lâm Đồng (Đan Kia – Suối Vàng với số vốn 1,2 tỷ USD), các khu nghỉ mát tại Nha Trang và Phan Thiết, các dự án du lịch Bà Rịa – Vũng Tàu được cấp phép hoặc đang tiến hành thủ tục xin phép như: Saigon Atlantis (4,1 tỷ USD), Vungtau Aquarium, Công viên giải trí Bàu Trũng với tổng vốn lên đến 500 triệu USD, Disneyland Saigon cũng là những điểm thu hút khách lớn sử dụng sân bay này. Vùng Đô thị Thành phố Hồ Chí Minh cũng đang phát triển năng động để trở thành một Đại đô thị có dân số lên đến 25 triệu người (Mega Metropolitan Area) bao gồm: TP. HCM và các vệ tinh: Biên Hoà – Vũng Tàu – Thủ Dầu Một – Bà Rịa – Tân An – Tây Ninh – Gò Công – Mỹ Tho.

## Các ý kiến phản đối dự án
Tháng 3 năm 2015, tại hội thảo khoa học "Xây mới sân bay Long Thành hay nâng cấp Tân Sơn Nhất", PGS.TS. Nguyễn Thiện Tống, Chủ tịch Chi hội hàng không thuộc Hội tư vấn Khoa học công nghệ và Quản lý HASCON, nguyên chủ nhiệm bộ môn Kỹ thuật hàng không trường Đại học Bách khoa TP.HCM đã phản biện các ý kiến của bộ Giao thông vận tải:
- Ông cho rằng lập luận của bộ GTVT về việc sân bay lớn phải rời xa trung tâm thành phố là không đúng và thiếu cơ sở, bởi theo ông có đến 29 trong số 100 sân bay lớn đông khách nhất thế giới năm 2011 chỉ cách trung tâm thành phố từ 10 km trở xuống.[36]
- Về lo ngại sân bay Tân Sơn Nhất sẽ bị quá tải, vượt năng suất thiết kế 25 triệu khách một năm vào 2020 và việc mở rộng sân bay này tốn kém hơn xây mới sân bay Long Thành, ông nhận định hiện nay đường băng cất hạ cánh của Tân Sơn Nhất chưa khai thác hết năng suất: Tân Sơn Nhất có 2 đường băng với chiều dài 3.050 m và 3.800 m, cách nhau 365 m, Sân bay quốc tế Chhatrapati Shivaji ở Mumbai, Ấn Độ, có 2 đường băng cất hạ cánh dài 2.990 m và 3.660 m. Năm 2013 họ đón tới 260.000 chuyến bay, trong khi Tân Sơn Nhất 2013 chỉ đạt 140.000 chuyến bay, bằng 54% sân bay Mumbai.[36]

Theo TS. Nguyễn Bách Phúc, Chủ tịch Hội tư vấn Khoa học công nghệ & quản lý TP.HCM (HASCON) mà đã được Văn phòng Quốc hội và Ủy ban Kinh tế của Quốc hội đã gửi toàn bộ bản báo cáo để nghiên cứu và phân tích cho Quốc hội trước khi kỳ họp diễn ra vào cuối tháng 5/2015 với tên gọi "Báo cáo đầu tư dự án cảng Hàng không Quốc tế Long Thành":
- Sân bay Long Thành nếu nói về tác dụng trung chuyển quốc tế thì chỉ có thể trung chuyển cho mỗi một nước Úc thôi, mà Úc chỉ có 20 triệu dân và ngoài ra tất cả các sân bay ở Đông Nam Á đều có thể trung chuyển cho Úc cả.
- Long Thành khó mà có thể cạnh tranh được với những sân bay rất lớn đã có truyền thống ở Đông Nam Á như sân bay Chek Lap Kok (Hồng Kông), sân bay Changi (Singapore), sân bay Kuala Lumpur (Malaysia) hay sân bay Suvarnabhumi (Bangkok, Thái Lan). Sự mong muốn sân bay Long Thành trở thành sân bay trung chuyển quốc tế là không thực tế và từ đó con số 100 triệu hành khách/ năm theo dự báo của "báo cáo đầu tư" cũng là một con số không thực tế.[37]

Theo ông Nguyễn Phụng Tâm (kỹ sư trưởng hãng hàng không Emirates, sân bay Kennedy, New York – Mỹ) lo ngại: "Sân bay Narita ở Nhật cách Tokyo 58 km dù xây rất hiện đại nhưng cũng bị thất thế vì quá xa trung tâm. Có hơn 25 hãng hàng không (trong đó có Vietnam Airlines) vẫn duy trì đường bay thẳng đến sân bay Haneda cách Tokyo 14 km vì gần trung tâm. Kịch bản tương tự có thể xảy ra với sân bay Long Thành."
Chuyên gia hàng không Lê Trọng Sành, nguyên Trưởng phòng Quản lý sân bay Tân Sơn Nhất cho rằng: "Phía Nam chỉ cần nâng cấp 6 sân bay gồm Tân Sơn Nhất, Biên Hòa, Cam Ranh, Liên Khương, Cần Thơ, Phú Quốc và quản lý hiệu quả là có thể đạt sản lượng 100 triệu khách/năm. Không cần xây sân bay Long Thành quá tốn kém khi nợ công đã lên đến 80 tỉ USD."
TS  Trần Đình Bá (Hội Khoa học Kinh tế Việt Nam– Hội Kinh tế & vận tải ĐSVN – Hội Kiến trúc sư VN), tại hội thảo về dự án đầu tư Cảng Hàng không quốc tế Long Thành do Cục Hàng không Việt Nam và Báo Lao động tổ chức ở TP HCM ngày 14 tháng 5, nêu hàng loạt vấn đề chưa được làm rõ, như: vốn đầu tư, thời gian hoàn vốn, mức độ tác động đến tăng trưởng GDP... đặc biệt là quy hoạch 4 siêu sân bay  cấp 4F, 4E, 3C là Tân Sơn Nhất – Biên Hòa – Nước Trong – Long Thành trên một chu vi có bán kính 23 km thì hướng cất hạ cánh sẽ đâm vào nhau do Vùng tiếp cận cất hạ cánh (TMA) chồng lên nhau. Như vậy về luận chứng kỹ thuật chưa đảm bảo các tiêu chuẩn an toàn.

## Đầu cơ đất
Thượng tướng Lê Chiêm nêu ý kiến tại phiên thảo luận tổ của Quốc hội sáng 27/10/2017 về báo cáo nghiên cứu khả thi Dự án thu hồi đất, bồi thường, hỗ trợ, tái định cư Cảng hàng không quốc tế Long Thành: "TP. HCM đổ về Đồng Nai mua đất, đăng ký hết rồi. Người dân ở Long Thành không ở được mà lên Đắk Lắk, Lâm Đồng ở để phát triển kinh tế. Còn đất ở Long Thành họ bán, cán bộ ta mua hết rồi".
Cùng ngày, đại biểu Trương Trọng Nghĩa (TP.HCM) đặt vấn đề: "Nghị quyết 94 của Quốc hội khóa XIII chủ trương đầu tư dự án cảng hàng không quốc tế Long Thành có nêu trong 5.000 ha đất của dự án có 1.050 ha đất cho quốc phòng. Chính phủ, Quốc hội phải nói rõ về sự cần thiết cấp bách của 1.050 ha đất quốc phòng trong dự án sân bay Long Thành. Phải nêu rõ các công trình sẽ xây ở đây, mục đích rõ ràng và có luận chứng đầy đủ".
Đại biểu quốc hội (ĐBQH) Lưu Bình Nhưỡng khẳng định: "Bây giờ tình trạng đầu cơ đất ở Long Thành rất khủng khiếp. Không chỉ dân hay đầu nậu, mà cán bộ cũng mua để chờ thời. Một số cán bộ ở TP. HCM rồi Đồng Nai và các tỉnh lân cận đã mua đất ở đây". Theo ông Nhưỡng, tình trạng đầu cơ, găm đất còn dẫn đến chính sách đền bù giải phóng mặt bằng không công bằng: "Anh đầu cơ tích trữ (có thể có cả cán bộ trong đó) rồi tìm cách xây nhà cửa, làm công trình rồi tăng tiền đền bù. Điều này không công bằng với người dân thực sự ở trên mảnh đất đó".